# Xavier Rodríguez Barrio
Xavier Rodríguez Barrio (Lugo, 1956) és un destacat poeta gallec pertanyent a la Generació Poètica dels 80.
Va ser conegut com a poeta des de molt jove, en una primera època de poesia lligada al socialrealisme, amb poemaris com Pranto irmán (1973), Verbas violentas na dor de conciencia (1974, Premi de poesía Guimaraes, Portugal) i Pranto para Castelao vivo e morto (1975, Premi de poesía Castelao, Ourense). La seva integració en el grup Cravo Fondo va suposar una segonda època creativa caracteritzada per un alè èpic més gran, amb títols com Antífona da redención (1977, Premi Galicia de poesía) i Herdo e alucinación en Fisterra (1981).
El 1984 va obtenir el Premi Celso Emilio Ferreiro, de Vigo, amb Os laberintos da xerfa, llibre amb el qual va aconseguir la seva maduresa expressiva.
A aquest, el seguiren uns altres títols igualment rellevants i celebrats, com Os aposentos silenciados (1987, Premi Esquío), Celebración do gozo (1989, Premi Esquío i finalista del Premi Nacional de Poesía), Alba no muro (1990, Premi Eusebio Lorenzo Baleirón), Torre para os días (1992, antología) i Colección de oráculos (1995, Premi de poesía Cidade de Betanzos).
Amb el seu llibre Antiga claridade va a aconseguir el Premi Martín Códax i el Premi Nacional de la Crítica Espanyola en 1992 i 1993.
L'any 2012 publica el llibre de poemes Calado testamento (2011, Premi de poesía Cidade de Ourense) i Premi Fervenzas Literarias por "Mellor Libro de poemas en galego do ano 2012".
El seu poemari més recent es titula Fulguración e silencio i va ser publicat l'any 2014.